# Krumau am Kamp
Krumau am Kamp es un municipio situado en el distrito de Krems, en el estado de Baja Austria, Austria. Tiene una población estimada, a inicios de 2023, de 749 habitantes.
Está ubicada al oeste del estado, a poca distancia al norte del río Danubio y al oeste de Viena.